# Сметанинское сельское поселение (Смоленская область)
Сметанинское сельское поселение — муниципальное образование в составе Смоленского района Смоленской области России.
Административный центр — деревня Сметанино. Главой поселения и Главой администрации является Харченко Ольга Олеговна.

## Географические данные
- Общая площадь: 104,76 км²
- Расположение: западная часть Смоленского района
- Граничит:
  - на востоке — Гнёздовским сельским поселением
  - на юге — с  Катынским сельским поселением
  - на юго-западе — с  Краснинским районом
  - на северо-западе — с  Руднянским районом
  - на севере — с Волоковским сельским поселением
- Крупные реки: Лелеква, Купринка.

## Население
| 2007  | 2011  | 2012  | 2013  | 2014  | 2015  | 2016  |
| ----- | ----- | ----- | ----- | ----- | ----- | ----- |
| 1809  | ↘1757 | ↗1807 | ↗1865 | ↗1872 | ↘1853 | ↘1801 |
| 2017  | 2018  | 2019  | 2020  | 2021  |       |       |
| ↘1800 | ↗1802 | ↘1760 | ↘1719 | ↘1706 |       |       |

## Населённые пункты
В сельское поселение входит 21 населённый пункт:
| №  | Населённый пункт  | Тип     | Население (чел.) |
| -- | ----------------- | ------- | ---------------- |
| 1  | Архиповка         | деревня | 278              |
| 2  | Велино            | деревня | 0                |
| 3  | Велино            | станция | 4                |
| 4  | Дубровка          | деревня | 1                |
| 5  | Зеньково          | деревня | 10               |
| 6  | Исаково           | деревня | 18               |
| 7  | Криснево          | деревня | 0                |
| 8  | Лосево            | деревня | 10               |
| 9  | Лясковка          | деревня | 1                |
| 10 | Мирское           | деревня | 4                |
| 11 | Никулино          | деревня | 1                |
| 12 | Новоселки         | деревня | 0                |
| 13 | Почаево           | деревня | 188              |
| 14 | Рябики            | деревня | 0                |
| 15 | Савенки           | деревня | 27               |
| 16 | Светицкое Урочище | деревня | 3                |
| 17 | Светицы           | деревня | 23               |
| 18 | Сметанино         | деревня | 1126             |
| 19 | Тверитино         | деревня | 7                |
| 20 | Тишино            | деревня | 63               |
| 21 | Фролы             | деревня | 13               |